# Oscar Neebe
Oscar Neebe (ur. 12 lipca 1850 w Nowym Jorku, zm. 22 kwietnia 1916 w Chicago) – amerykański anarchista niemieckiego pochodzenia, oskarżony i skazany po zamieszkach na placu Haymarket (Haymarket Riot) w Chicago.

## Życiorys
Urodził się w 1850 roku w rodzinie niemieckiego emigranta. Jego rodzina powróciła do Niemiec i Neebe dzieciństwo spędził w Hesji-Kassel. Jednak w wieku 14 lat wrócił wraz z rodziną do Ameryki. Imał się różnych zawodów i w 1873 roku wyjechał do brata do Filadelfii. Tam ożenił się z Anną M. Monsees i założył rodzinę. W 1877 roku przeprowadził się do Chicago. Zaangażował się w ruch robotniczy i rozpoczął współpracę z gazetą "Chicagoer Arbeiter-Zeitung" Augusta Spiesa. Został aresztowany po zamieszkach w Chicago i skazany na 15 lat więzienia. W międzyczasie zmarła jego żona. W 1893 roku został ułaskawiony przez gubernatora Johna Petera Altgelda i wyszedł z więzienia. W 1905 roku przystąpił do związku Robotników Przemysłowych Świata.